# Ternópil
Ternópol y a veces en los medios de comunicación Ternópil (en ucraniano: Тернóпіль; [terˈnɔp⁽ʲ⁾ilʲ]ⓘ) es una ciudad de Ucrania y centro administrativo de la óblast de Ternópil, ubicada en las orillas del río Seret. Ternópol es una de las principales ciudades de Ucrania occidental y las regiones históricas de Galicia de los Cárpatos y Podolia. Para 2022, tenía una población de 225 004 habitantes.

## Etimología
Su nombre polaco, Tarnopol, significa ‘ciudad de Tarnowski’, y proviene de una combinación del apellido del fundador y el término griego polis. La etimología del apellido de la familia Tarnowski se origina en la ciudad de Tarnów.
Su nombre ucraniano, Ternópil, significa ‘campo de espinas’ (en ucraniano: Tерен поле, romanizado: Teren' Pole).

## Historia
La ciudad fue fundada en el año 1540 por el comandante polaco Juan Amor Tarnowski como fortaleza militar y castillo. El 15 de abril de 1540, el rey de Polonia Segismundo I le dio a Tarnowski un permiso para el establecimiento del asentamiento de Tarnópol.
En 1544, el castillo de Tarnópol se completó y repelió los primeros ataques tártaros. El 20 de enero de 1548, Segismundo I , le otorgó a Tarnópol derechos legales, lo que permitió a la ciudad celebrar tres ferias al año. Tarnópol recibió los derechos de la ciudad de Magdeburgo dos años después, regulando los deberes de los residentes de la ciudad. En 1548, el rey de Polonia también dio permiso para crear un estanque cerca del suburbio de Kutkovets. En 1549, la ciudad logró sobrevivir a un asedio tártaro por los esfuerzos de la duquesa polaca Eudokia Czartoryska. Después de la muerte del rey en 1561, Tarnópol se convirtió en propiedad de su hijo, Jan Krzysztof Tarnowski, que murió sin hijos en 1567. A partir de 1567, la ciudad era propiedad de Zofia Tarnowska, que estaba casada con Konstanty Wasyl Ostrogski. En 1570 ella murió en el parto y Tarnópol pasó a ser de la familia Ostrogski. En 1589 Tarnópol fue visitado por el diplomático austríaco Erich Lassota von Steblau quien también mencionó el castillo de la ciudad.
Con la rebelión de Jmelnytsky de 1648 a 1654 muchos residentes de la ciudad se unieron a las filas de las fuerzas de Bogdán Jmelnytsky, hetman del Hetmanato cosaco particularmente durante el asedio de Zbarazh en 1649, que se encontraba a 20 km de la ciudad. En septiembre de 1655, el ejército unido de moscovitas y fuerzas cosacas ucranianas ocuparon Ternópil, entre otras ciudades, mientras avanzaban hacia Leópolis.
Durante la guerra polaco-otomana, Tarnópol fue casi completamente destruido por las fuerzas turcas en 1675 y reconstruido por Aleksander Koniecpolski, pero no recuperó su gloria anterior hasta que pasó a manos de Marie Casimire, la esposa del rey Juan III Sobieski en 1690. La ciudad fue saqueada por última vez por tártaros en 1694 y dos veces por rusos en el curso de la Gran Guerra del Norte en 1710 y la Guerra de Sucesión de Polonia en 1733. En 1747, Józef Potocki invitó a los dominicanos y construyó la Catedral de la Inmaculada Concepción. La ciudad fue saqueada durante la Confederación de Bar (1768-1772) por los confederados, el ejército del rey y los rusos. En 1770 fue devastada por un brote de viruela.
En 1772, después de la Primera Partición de Polonia, la ciudad quedó bajo el dominio austríaco. En 1809, después de la Guerra de la Quinta Coalición, la ciudad quedó bajo el dominio ruso, incorporada al recién creado Krai de Ternópol. En 1815 la ciudad (entonces con 11 000 habitantes) regresó al dominio austríaco de acuerdo con el Congreso de Viena.

### SigloXX
La población en el siglo XX era una mezcla étnica de polacos principalmente católicos de rito latino, ucranianos greco-católicos y judíos. Los matrimonios mixtos entre polacos y ucranianos eran comunes. La Iglesia de Santa María del Perpetuo Socorro fue consagrada en 1908 con su torre principal de 62 m de altura. En 1954 la iglesia fue destruida por las autoridades comunistas y en su lugar se construyó el supermercado central de la ciudad. Durante la Primera Guerra Mundial, la ciudad pasó de las fuerzas alemanas y austriacas al Imperio ruso varias veces. En julio de 1917, la ciudad y su castillo fueron incendiados por las fuerzas rusas que huían, tras el fracaso de la Ofensiva de Kérenski. Después de la disolución del Imperio austrohúngaro, la ciudad fue proclamada como parte de la República Popular de Ucrania Occidental.
Después de que las fuerzas polacas capturaron Leópolis durante la guerra polaco-ucraniana, Ternopil se convirtió en la capital temporal de Ucrania Occidental (del 22 de noviembre al 30 de diciembre de 1918). Después del acto de unión entre la República de Ucrania Occidental y la República Popular de Ucrania, Ternópil pasó formalmente bajo el control de la república popular ucraniana. El 15 de julio de 1919, la ciudad fue capturada por las fuerzas polacas. En 1920, el gobierno ucraniano exiliado de Symon Petlura aceptó el control polaco de Ternópil y de toda el área después de recibir la garantía de Józef Piłsudski, el mariscal de campo nacido en Lituania del ejército polaco, de que no habría paz con los rusos sin crear un estado ucraniano. En julio y agosto de 1920, el Ejército Rojo capturó Ternópol en el curso de la guerra polaco-soviética. La ciudad sirvió entonces como la capital de la República Socialista Soviética de Galicia. Aunque los polacos y sus aliados ucranianos derrotaron a los rusos en el campo de batalla y los rusos se habían ofrecido a ceder Ucrania y Bielorrusia, los políticos polacos se negaron a cumplir la promesa de Piłsudski de formar un estado ucraniano. Según los términos del tratado de Riga, los soviéticos y los polacos dividieron efectivamente a Ucrania. Durante los siguientes diecinueve años, el área étnicamente mixta de Ternópil permaneció bajo control polaco.
De 1922 a septiembre de 1939, Ternópil sirvió como la capital de la provincia de Tarnópol. Según el censo polaco de 1931, las personas que hablaban ucraniano representaban el 46 % de la Voivodato de Tarnópol, mientras que la población de habla polaca consistía en el 49 %. La ciudad en sí consistía en 77.7 % de polacos, 14.0 % judíos y 8.05 % de población ucraniana. Después de la Segunda Guerra Mundial, los historiadores del Partido Comunista informaron que Edward Szturm de Sztrem, el presidente de la oficina de estadística del censo de antes de la guerra, admitió que los resultados del censo, particularmente los del sudeste, habían sido alterados a nivel ejecutivo. Otra fuente afirmaba que admitía "que los funcionarios habían sido obligados a falsificar los datos de las minorías, especialmente de las ucranianas".

### Invasión de Polonia
Al comienzo de la Segunda Guerra Mundial, la invasión soviética de Polonia comenzó el 17 de septiembre de 1939. Tarnópol fue capturada, renombrada a Ternópil e incorporada a la República Socialista Soviética de Ucrania bajo el Óblast de Ternópil. Los soviéticos hicieron de su primera prioridad diezmar la intelectualidad polaca y destruir la cultura polaca, los líderes nacionalistas ucranianos fueron encarcelados, siguieron arrestos masivos, torturas y ejecuciones de ucranianos y polacos. Los soviéticos también llevaron a cabo deportaciones masivas de los "enemigos de la clase trabajadora" a Kazajistán.
El 2 de julio de 1941, la ciudad fue ocupada por los nazis que lideraron el pogrom judío y continuaron exterminando a la población creando el gueto de Tarnópol. Miles de judíos fueron asesinados en el campo de exterminio de Belzec. Muchos ucranianos fueron enviados a trabajos forzados a Alemania. En los años 1942 - 1943, la Armia Krajowa polaca se opuso activamente al gobierno nazi y defendió a los polacos étnicos de la violencia de los nacionalistas ucranianos. Durante la ofensiva soviética en marzo y abril de 1944, la ciudad fue rodeada.  En marzo de 1944, la ciudad fue declarada lugar fortificado por Adolf Hitler, para ser defendida hasta que se disparó la última ronda.  La dura resistencia alemana causó el uso extensivo de artillería pesada por parte del Ejército Rojo del 7 al 8 de marzo, lo que resultó en la destrucción completa de la ciudad y en el asesinato de casi todos los ocupantes alemanes (55 sobrevivientes de 4500). A diferencia de muchas otras ocasiones, donde los alemanes habían practicado una política de tierra quemada durante su retirada de los territorios de la Unión Soviética, la devastación fue causada directamente por las hostilidades. Finalmente, Ternópil fue ocupada por el Ejército Rojo el 15 de abril de 1944. Después de la segunda ocupación soviética, el 85 % de las viviendas de la ciudad fueron destruidas. Debido a la fuerte destrucción, la sede regional fue trasladada a Chortkiv.
Tras la derrota de la Alemania nazi, la población étnica polaca de Ternópil y su región fue deportada por la fuerza a la Polonia, como parte de la limpieza étnica estalinista en la Ucrania soviética. En las décadas siguientes, Ternópil fue reconstruido en un estilo típico soviético y solo unos pocos edificios fueron reconstruidos.

### Actualidad
Tras la caída de la Unión Soviética, Ternópil se ha convertido en parte de la Ucrania independiente.
En 2013, el alcalde de la ciudad, Serhiy Nadal, emitió una orden que anunciaba el año 2013 como el año de Jan Tarnowski, Crown Hetman y Voivode. En 2015, el Banco Nacional de Ucrania lanzó monedas de jubileo en conmemoración del fundador de Ternópil Jan Tarnowski.

## Demografía
Dinámica histórica de la población de Ternópil:
- 1857 - 17 210 (censo);
- 1870 - 20 087 (censo);
- 1880 - 25 819 (censo);
- 1890 - 27 405 (censo);
- 1900 - 30 415 (censo);
- 1910 - 33 871 (censo);
- 1939 - 37 500 (censo);
- 1959 - 52.245 (censo);
- 1970 - 84.663 (censo);
- 1979 - 143.625 (censo);
- 1989 - 204 845 (censo);
- 1998 - 235.100 (estimación);
- 2001 - 227.755 (censo);
- 2014: 217 110 (estimación).
- 2016 - 218.125 (estimación).
- 2020 - 223.937 (estimación).
- 2021 - 224.253 (estimación).

Según una encuesta realizada por el Instituto Republicano Internacional en abril-mayo de 2023, el 98 % de la población de la ciudad hablaba ucraniano en casa, y el 1 % hablaba ruso.

## Infraestructura

### Educación
Hay 29 escuelas, 13 otras escuelas secundarias y 10 establecimientos de educación superior en Ternópil.
Instituciones educativas superiores:
- Universidad Estatal de Medicina de Ternópil

## Cultura
Arquitectura

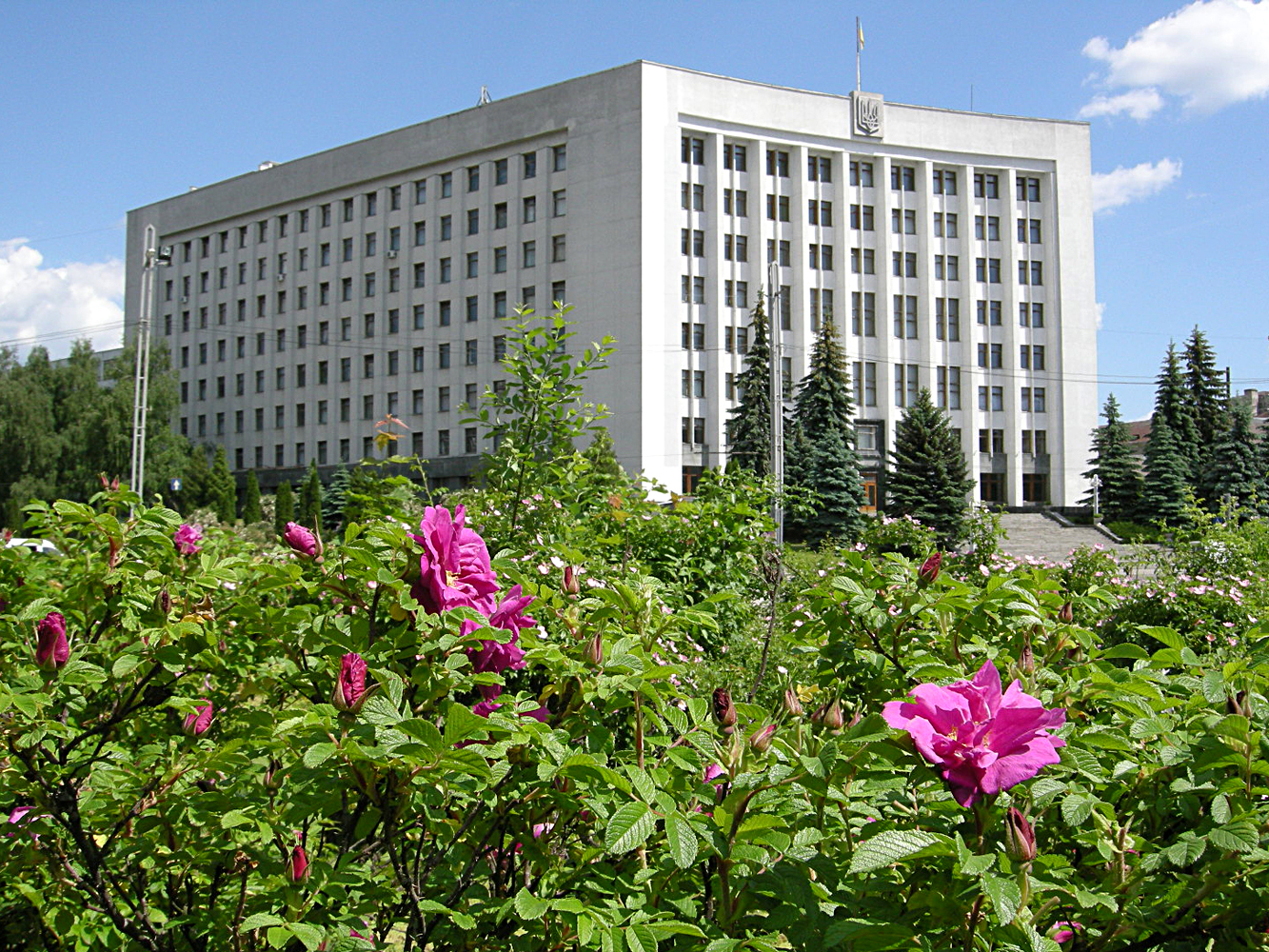
Consejo Oblast de Ternópil
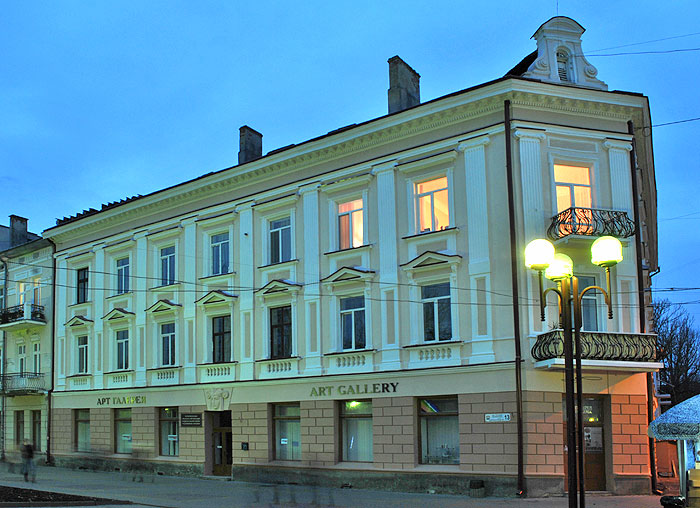
Galería de fotos
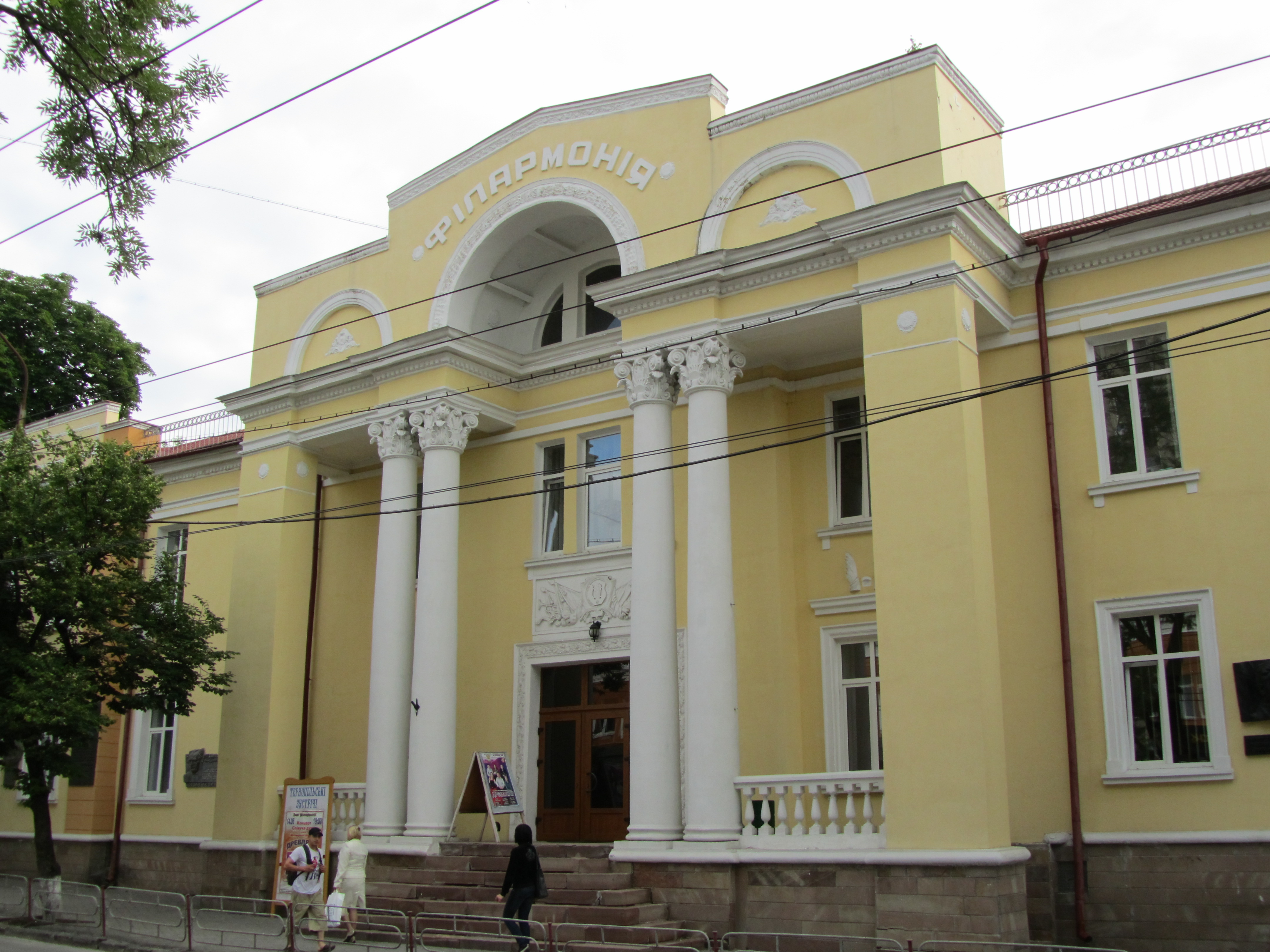
Orquesta Filarmónica de Ternópil
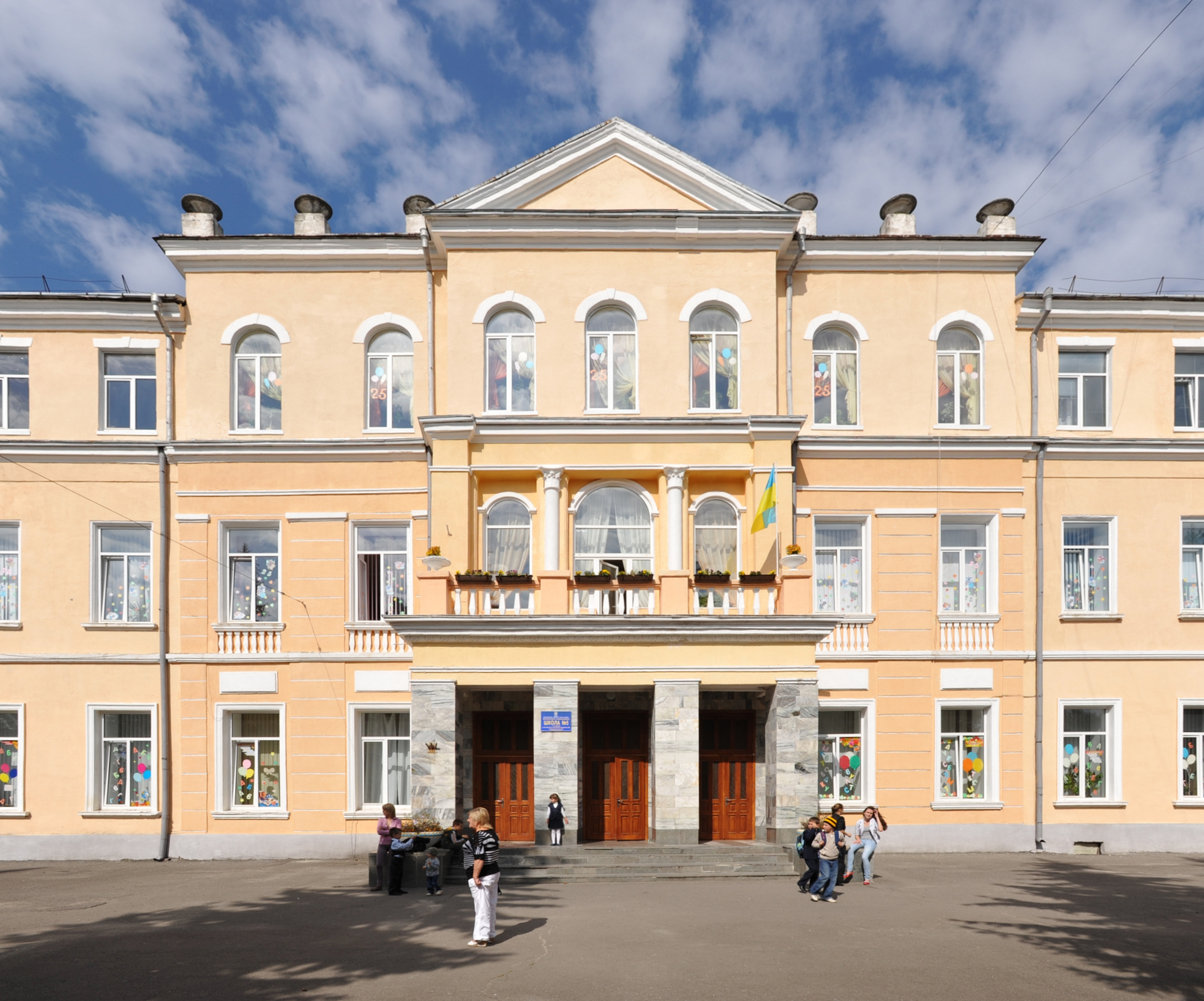
Calle Kaminna
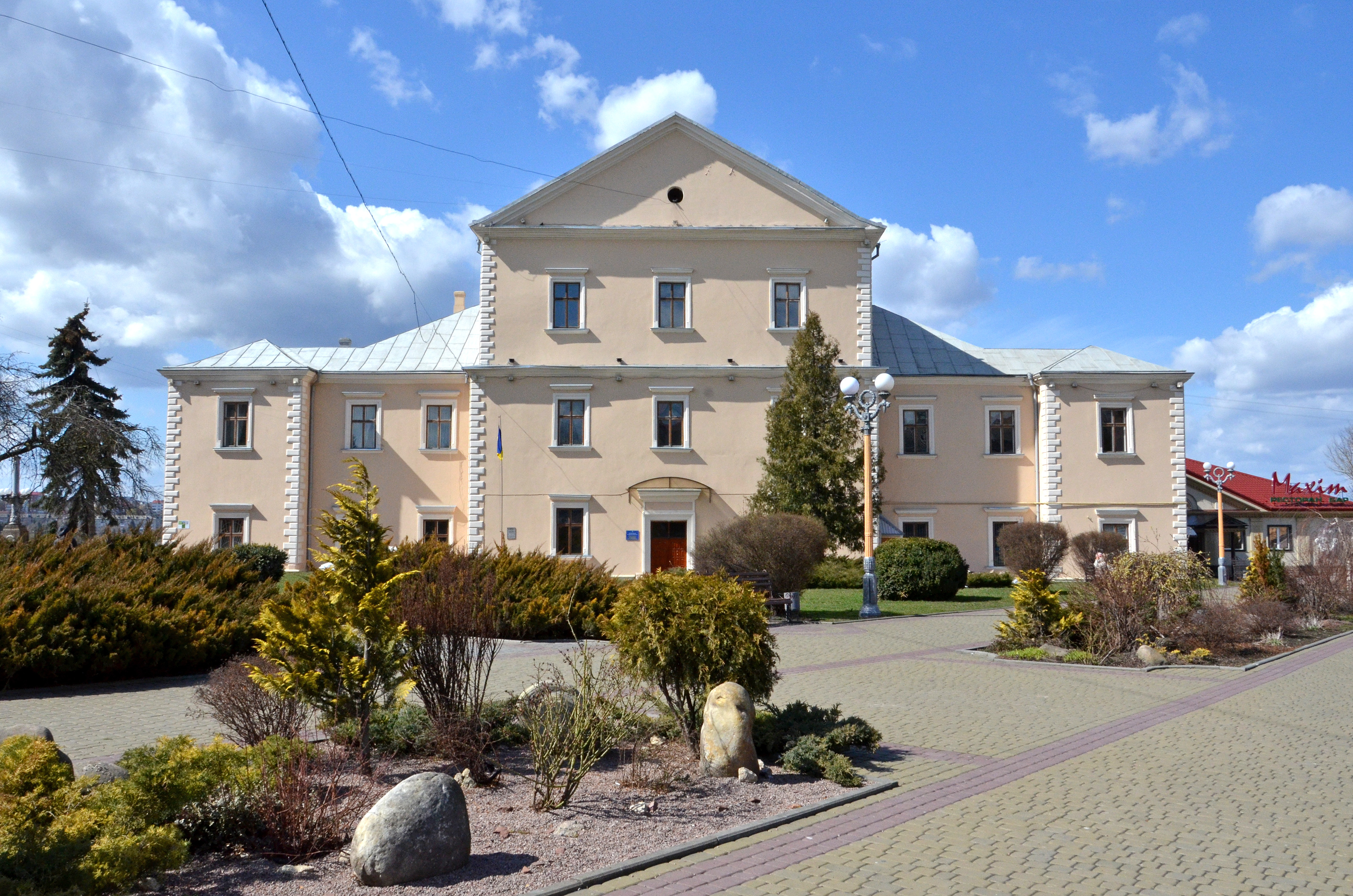
Castillo
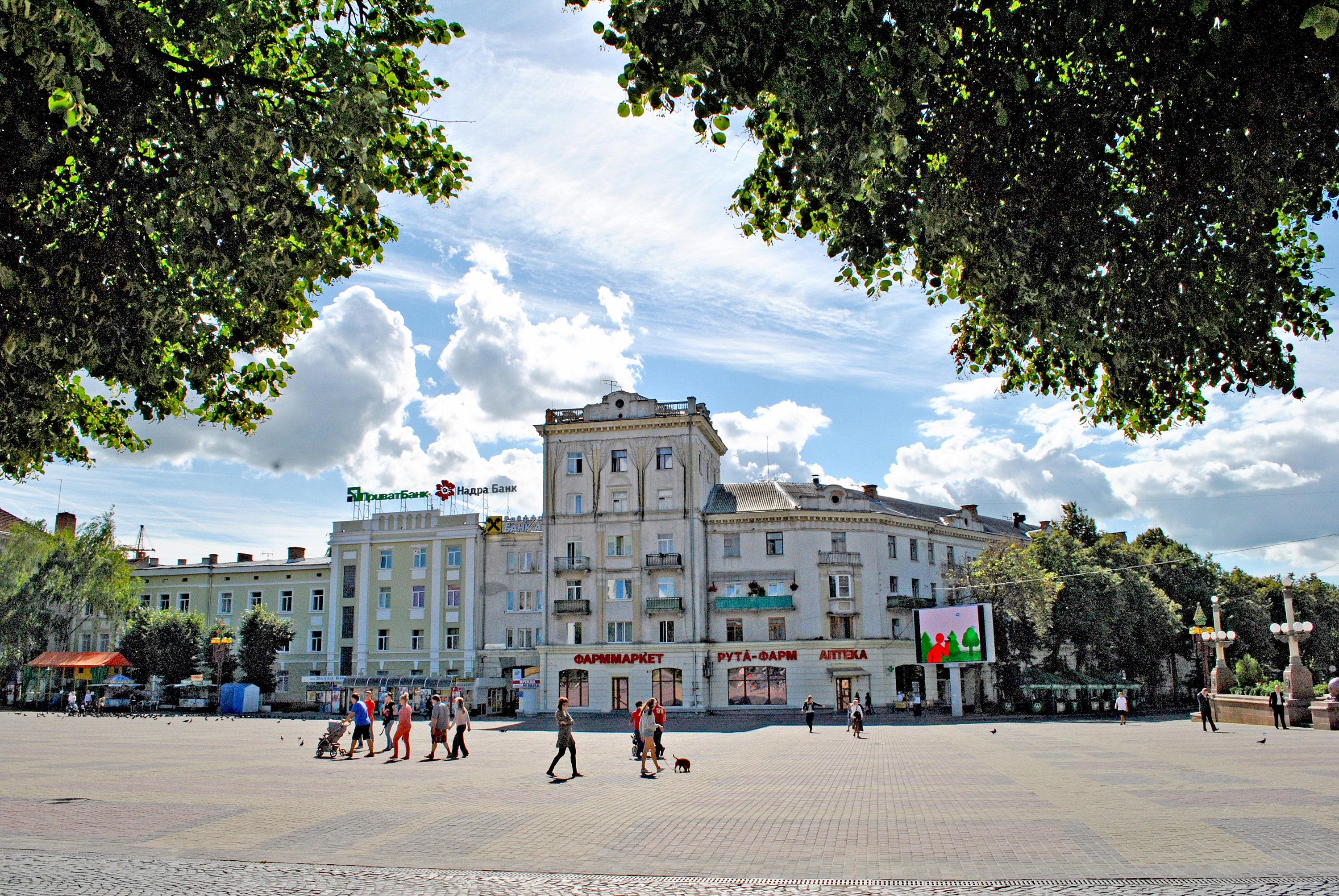
Teatro Plaza
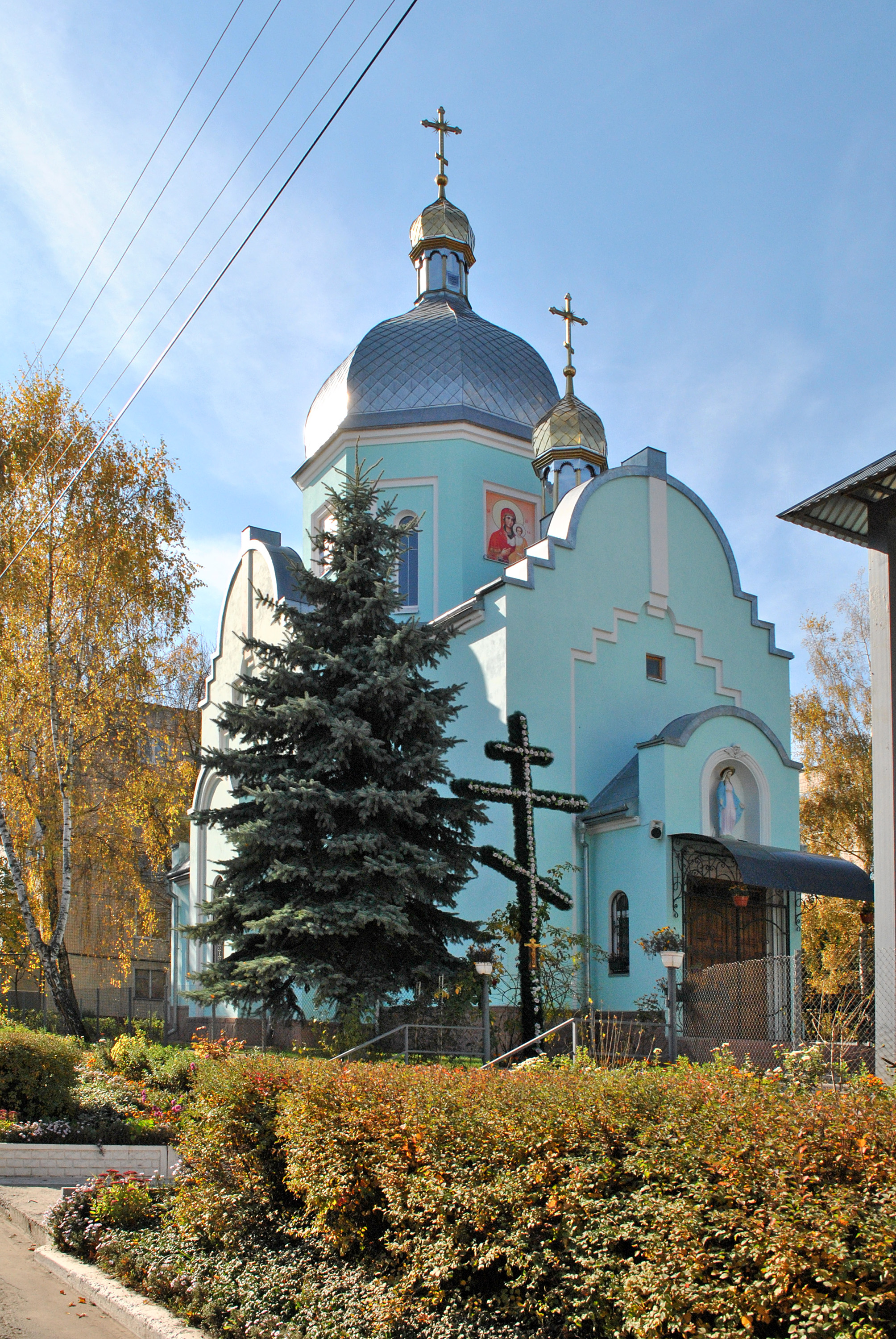
Iglesia de la Natividad de la Santísima Virgen
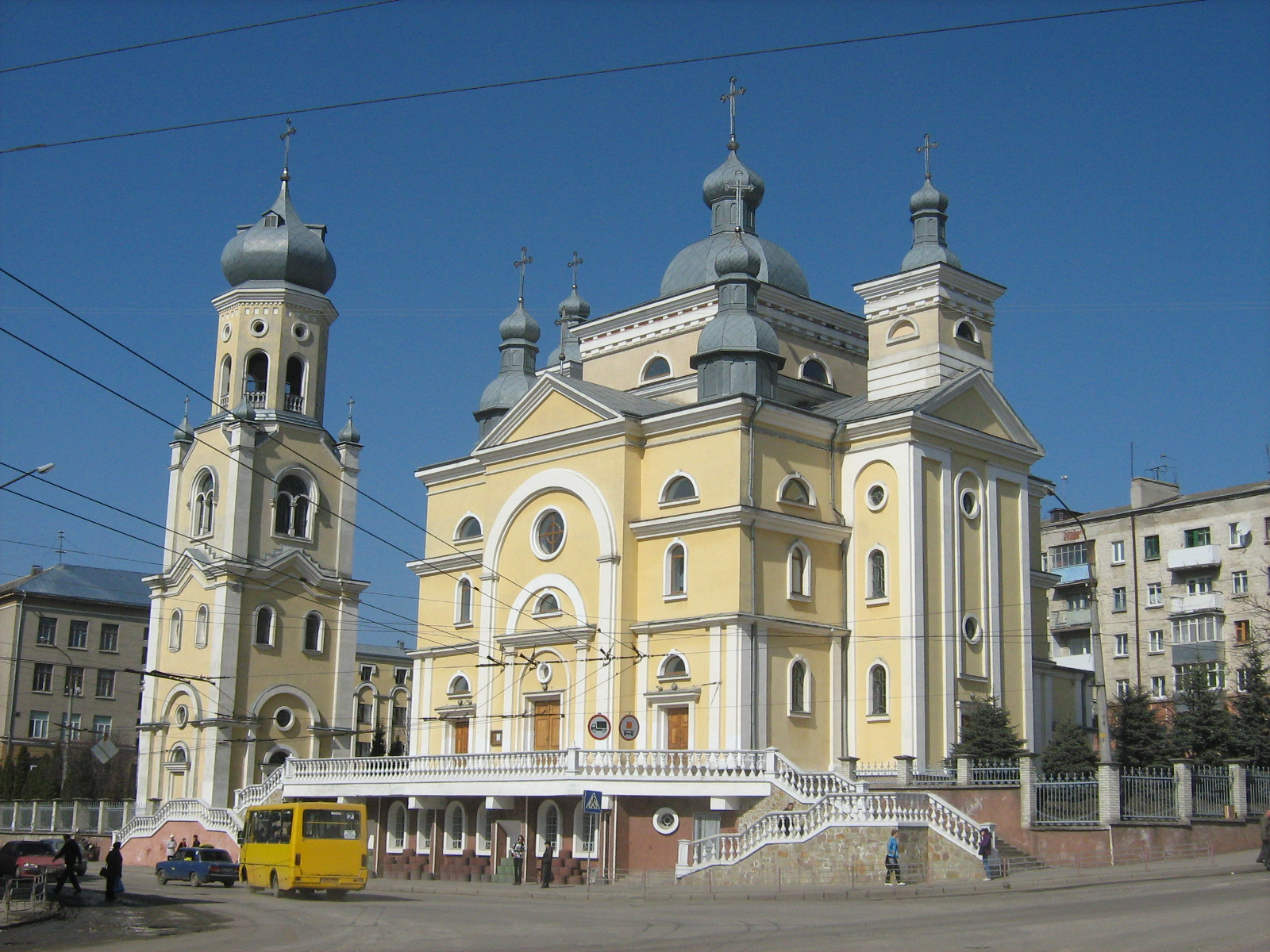
Iglesia de la asunción de la Virgen

## Ciudades hermanadas
- Batumi (Georgia)